# 加爵科林氏宗祠
29°28′1.47″N 121°28′38.16″E / 29.4670750°N 121.4772667°E
加爵科林氏宗祠是中国浙江省宁海县的一座祠堂，位于强蛟镇加爵科村。建筑始建于清道光十八年（1838年）。宗祠建筑面积804平方米，设有双藻井戏台，2006年5月与县内其他9处古戏台以宁海古戏台的名义被列入第六批全国重点文物保护单位。